# Edgar Crespo
Edgar Roberto Crespo Echeverría (n. Ciudad de Panamá, Panamá, 11 de mayo de 1989) es un nadador panameño que se ha destacado en el deporte de la natación tanto a nivel nacional (en Panamá) como a nivel internacional. Ha obtenido varias medallas en los diferentes eventos internacionales representando a Panamá. Su especialidad es el estilo pecho (braza).

## Trayectoria
La trayectoria deportiva de Edgar Roberto Crespo Echeverría se identifica por su participación en los siguientes eventos internacionales y universitario:

## Estudios y Carrera de Natación en Texas Christian University (TCU)
Edgar Crespo tuvo una destacada participación a nivel universitario en Estados Unidos. Recibió una beca de estudios/deportiva para representar a la Universidad Cristiana de Texas (en inglés: Texas Christian University - TCU), los Horned Frogs. Durante su vida atleta/estudiante, estuvo compitiendo por su universidad sin descuidar su representación con la Selección de Panamá. Obtuvo el título de Negocios en Mercadeo con Énfasis Internacional y Administración de Negocios.

### Temporada 2008-2009
No compitió. Durante este año, Crespo se enfocó en sus estudios y prácticas para representar a Panamá durante las competencias de agosto de 2008 a julio de 2009.

### Temporada 2009-2010
Esta temporada fue su primer año como nadador oficial del equipo de Texas Christian University (TCU). Durante esta temporada Crespo no perdió ninguna de sus pruebas individuales (marca de 14 ganadas – 0 perdidas) en las 100 yardas pecho y las 200 yardas pecho. Se fue invicto contra las universidades de Utah, BYU, Air Force, UCSD y UNLV. Obtuvo dos (2) TCU Weekly Award (Premio de la Semana de TCU) el 23 de octubre de 2009 y el 12 de enero de 2010 por sus actuaciones durante competiciones con el equipo. Igualmente, el 10 de noviembre de 2009 y el 9 de febrero de 2010, Crespo fue reconocido como Mejor Nadador de la Semana de la Mountain West Conference (MWC) por su desempeño. El 6 de febrero de 2010 rompe el récord de las 100 yardas pecho del All-American Jason Flint (55.24 desde 1996) durante la competencia de TCU vs. UNLV celebrada en el TCU Recreation Center. Crespo impone el récord a 55.01. El 26 de febrero de 2010, Crespo se corona campeón del campeonato de la liga la Mountain West Conference Championship (MWC Championship) en las 100 yardas pecho (53.32) imponiendo una marca para la universidad en dicha prueba (récord previo era de él mismo implantado el 6 de febrero de 2010). Esta medalla representó para TCU la séptima (7.ª) medalla ganada por un atleta de natación desde que se unieron a la liga de la Mountain West Conference (MWC) en la temporada 2005-2006. Compitió en el relevo 4×50 yardas combinado y 4×100 yardas combinado ocupando el segundo (2.º) puesto en ambas. También compitió en las 200 yardas pecho terminando de séptimo (7º) puesto en las finales de esa prueba y sexto (6.º) en las 100 yardas mariposa. El 1 de marzo de 2010, recibe premio de la Mountain West Conference (MWC) como un All-MWC en las 100 yardas mariposa y las 100 yardas pecho. Con un tiempo de 53.32 en las 100 yardas pecho, Crespo fue el único seleccionado para participar y representar a Texas Christian University (TCU) en el Campeonato Nacional de Natación de Universidades (2010 NCAA Championship) en Columbus, Ohio. Se convirtió en el segundo atleta desde 1997 en participar nuevamente en los Campeonatos Nacionales de Universidades. En este campeonato, Crespo queda en la 27.ª posición en las 100 yardas pecho en los Estados Unidos.

### Temporada 2010-2011
Durante esta temporada se enfocó más en las pruebas de 100 yardas pecho y 200 yardas pecho. Crespo tuvo un margen de nueve (9) ganadas (entre los eventos 100 yardas pecho, 200 yardas pecho y 200 yardas combinado individual) y una (1) perdida (200 yardas pecho contra Wyoming). Igualmente, lideró el equipo de natación de Texas Christian University (TCU) en ganadas (9 ganadas individualmente) y nadie le ganó en las 100 yardas pecho durante la temporada. El 11 de enero de 2011, Crespo fue nombrado TCU Athlete of the Week (Atleta de la Semana de TCU) por su desempeño (ganó las 100 yardas pecho y 200 yardas pecho) en la competencia contra UNLV en Las Vegas. El 25 de febrero de 2011, ocupa el segundo (2.º) lugar durante el campeonato de la liga la Mountain West Conference Championship (MWC Championship) con un tiempo de 53.35 en las 100 yardas pecho. Compitió en el relevo 4×50 yardas combinado y 4×100 yardas combinado, ocupando el segundo (2.º) puesto en ambas. También cometió en las 200 yardas pecho, terminando en cuarto (4.º) lugar con 1:58.60, rompiendo el récord de Jason Flint (1:59.45) de 1996. El 1 de marzo de 2011, fue reconocido de la Mountain West Conference (MWC) como un All-MWC en las 100 yardas pecho y las 200 yardas pecho individualmente, como también en los relevos 4×50 yardas combinado y 4×100 yardas combinado. El 10 de marzo de 2011, con un tiempo de 53.35 en las 100 yardas pecho y 1:58.60 en las 200 yardas pecho, Crespo fue seleccionado por segunda vez consecutiva para participar y representar a Texas Christian University (TCU) en el Campeonato Nacional de Natación de Universidades (2011 NCAA Championship) en Minesotta, Minneapolis. En este campeonato, Crespo queda en la 20.ª posición en las 100 yardas pecho (53.50), y en la 30.ª posición en las 200 yardas pecho (1:57.91, rompiendo su propia marca impuesta durante el campeonato de la Mountain West Conference Championship) en los Estados Unidos.

### Temporada 2011-2012
Esta temporada fue su última como nadador oficial del equipo de Texas Christian University (TCU). Durante esta temporada Crespo no perdió ninguna de sus pruebas individuales en las 100 yardas pecho y las 200 yardas pecho. Se fue invicto contra las universidades como Notre Dame, Míchigan, Wyoming, SMU, UCSD.Obtuvo dos (2) TCU Athlete of the Week (Atleta de la Semana de TCU) el 19 de octubre de 2011 y el 25 de enero de 2012 por sus actuaciones durante competiciones con el equipo. Igualmente, el 1 de febrero de 2012, Crespo fue reconocido por TCU como Scholar-Athlete (Atleta-estudiante) del mes de enero en Texas Christian University. Este premio fue dado por su desempeño en los estudios y en su deporte. El 15 de febrero de 2012, Crespo comienza su última representación como atleta de Texas Christian University (TCU) en el Campeonato de la liga Conference USA. Se corona campeón en las 100 yardas pecho rompiendo el récord a 53.26 que había establecido en el 2010 (53.32). También se corona campeón en las 200 yardas pecho batiendo su propio récord a 1:56.30 que había establecido en el 2011 (1:57.91). Igualmente logra medallas de Plata en los relevos 4×50 yardas combinado y 4×100 yardas combinado (ambos nuevos récord de TCU). Finalmente obtiene una medalla de Bronce en las 200 yardas combinado individual con un tiempo de 1:50.06. Edgar Crespo fue elegido Swimmer of the Meet at C-USA (Nadador del Campeonato Conference USA) por su desempeño durante el evento.

## Campeonato Mundial de Natación

### I Campeonato Mundial Juvenil de Natación
A sus 16 años, Edgar Crespo compite en el I Campeonato Mundial Juvenil de Natación celebrados en Río de Janeiro, Brasil. En este evento, ocupa la 3.ª posición, siendo la primera medalla ganada para Panamá en un Campeonato Mundial Juvenil de Natación.
- Medalla de Bronce: 50 m pecho

## Juegos Regionales
Los Juegos Regionales en que ha participado Edgar Crespo han sido: Juegos Bolivarianos, Juegos Deportivos Centroamericanos, Juegos Centroamericanos y del Caribe, Juegos Suramericanos y los Juegos Panamericanos:

### Juegos Bolivarianos
Edgar Crespo ha representado a Panamá en 4 ocasiones consecutivas. Ha obtenido un total de 6 medallas: 2 medallas de oro, 3 medallas de plata y 1 medalla de bronce. Ha registrado récord Bolivariano en los 50 m pecho en 2 distintas ediciones de los Juegos Bolivarianos. El récord de los 50 m pecho aún esta vigente.

#### Juegos Bolivarianos de 2005
Ocupó el 6.º lugar en los 100 m pecho y 7.º lugar en los 100 m mariposa durante los Juegos Bolivarianos de 2005 celebrados en Pereira, Colombia.

#### Juegos Bolivarianos de 2009
Para los Juegos Bolivarianos de 2009, Edgar Crespo fue abanderado de la delegación olímpica que representó a Panamá en esta edición.
Durante estos Juegos Bolivarianos celebrados en Sucre, Bolivia, Crespo obtiene 2 medallas: 1 medalla de oro en los 50 m pecho y 1 medalla de plata en los 100 m pecho. También ocupa la 6.ª posición en los 200 m pecho en este edición. Durante la competencia registra tiempo récord en los 50 m pecho.
- Medalla de Oro: 50 m pecho (récord Juegos Bolivarianos)
- Medalla de Plata: 100 m pecho

#### Juegos Bolivarianos de 2013
Nuevamente, Crespo es nombrado abanderado de la delegación olímpica que representó a Panamá en la edición XVII de los Juegos Bolivarianos.
En este evento celebrado en Trujillo, Perú, obtiene 3 medallas: 1 medalla de oro en los 50 m pecho y 2 medalla de plata en los 100 m pecho y 200 m pecho. Durante la competencia registra un nuevo tiempo récord en los 50 m pecho, batiendo su propio récord de los Juegos Bolivarianos 2009.
- Medalla de Oro: 50 m pecho (récord Juegos Bolivarianos)
- Medalla de Plata: 100 m pecho
- Medalla de Plata: 200 m pecho

#### Juegos Bolivarianos de 2017
Por cuarta vez consecutiva, Crespo representa a Panamá en unos Juegos Bolivarianos.
En este evento, celebrado en Santa Marta, Colombia, obtiene 1 medalla de bronce en los 100 m pecho y un 5.º lugar en los 200 m pecho.
- Medalla de Bronce: 100 m pecho

### Juegos Deportivos Centroamericanos
Edgar Crespo ha participado en 4 ediciones consecutivas de los Juegos Deportivos Centroamericanos. Ha ganado múltiples medallas en diferentes eventos: 18 medallas de oro y 5 medallas de plata y 2 medallas de bronce para un total de 25 medallas en 4 diferentes Juegos Deportivos Centroamericanos. Desde su primera participación a los 16 años, Edgar Crespo, ha estado invicto durante estos juegos regionales en las pruebas de 50 m pecho, 100 m pecho y 200 m pecho.

#### Juegos Deportivos Centroamericanos Panamá 2006
En su primera participación en unos Juegos Deportivos Centroamericanos realizados en Panamá, Panamá, Edgar Crespo gana 5 medallas: 1 medalla de oro y 4 medallas de plata.
- Medalla de Oro: 100 m pecho
- Medalla de Plata: 100 m mariposa
- Medalla de Plata: 100 m libre
- Medalla de Plata: 4 × 100 m relevo libre
- Medalla de Plata: 4 × 100 m relevo combinado

#### Juegos Deportivos Centroamericanos Panamá 2010
A sus 20 años, participa en sus segundos Juegos Deportivos Centroamericanos realizados en Panamá, Panamá, Edgar Crespo participa en 8 diferentes eventos en donde gana 7 medallas de oro y 1 de plata. Registra tiempo récord para la región Centroamericana en los 50 m pecho, 100 m pecho, 50 m mariposa y 100 m mariposa, como también en el relevo 4 x 100 combinado.
- Medalla de Oro: 50 m pecho (récord Juegos Centroamericanos)
- Medalla de Oro: 100 m pecho (récord Juegos Centroamericanos)
- Medalla de Oro: 200 m pecho
- Medalla de Oro: 50 m mariposa (récord Juegos Centroamericanos)
- Medalla de Oro: 100 m mariposa
- Medalla de Oro: 4 × 100 m relevo libre
- Medalla de Oro: 4 × 100 m relevo combinado (récord Juegos Centroamericanos)
- Medalla de Plata: 4x200 m relevo libre

#### Juegos Deportivos Centroamericanos San José 2013
En su tercera participación de los Juegos Deportivos Centroamericanos realizados en San José, Costa Rica, Crespo obtiene 6 medallas de oro. En esta ocasión, registra nuevos récords Centroamericanos para los 50 m pecho, 100 m pecho, 200 m pecho y 200 m combinado individual. Es nombrado Rey de los Juegos Deportivos Centroamericanos 2013 por la mayor cantidad de medallas ganadas individualmente entre todos los participantes de esta edición.
- Medalla de Oro: 50 m pecho (récord Juegos Centroamericanos)
- Medalla de Oro: 100 m pecho (récord Juegos Centroamericanos)
- Medalla de Oro: 200 m pecho (récord Juegos Centroamericanos)
- Medalla de Oro: 200 m combinado individual (récord Juegos Centroamericanos)
- Medalla de Oro: 4 × 100 m relevo libre
- Medalla de Oro: 4 × 100 m relevo combinado

#### Juegos Deportivos Centroamericanos Managua 2017
Durante su cuarta participación en los Juegos Deportivos Centroamericanos realizados en Managua, Nicaragua, Crespo obtuvo 6 medallas: 4 medallas de oro y 2 medallas de bronce. En esta ocasión, registra dos nuevos récords Centroamericanos para los 50 m pecho y 4 × 100 m relevo combinado.
- Medalla de Oro: 50 m pecho (récord Juegos Centroamericanos)
- Medalla de Oro: 100 m pecho
- Medalla de Oro: 200 m pecho
- Medalla de Oro: 4 × 100 m relevo combinado (récord Juegos Centroamericanos)
- Medalla de Bronce: 100 m mariposa
- Medalla de Bronce: 50 m mariposa

### Juegos Centroamericanos y del Caribe
Edgar Crespo ha participado en 4 ediciones consecutivas de los Juegos Centroamericanos y del Caribe. Ha ganado múltiples medallas: 3 medallas de oro, 1 medallas de plata y 1 medalla de bronce para un total de 4 medallas durante su participación.

#### Juegos Centroamericanos y del Caribe Cartagena de Indias 2006
A sus 16 años participa en sus primeros Juegos Centroamericanos y del Caribe realizados en Cartagena de Indias, Colombia. En esta edición obtiene 1 medalla de bronce en los 50 m pecho, y ocupa la 4.ª posición en los 100 m pecho. Crespo logra una gran hazaña en estos Juegos, ya que, desde 1990 (16 años), Panamá no ganaba una medalla en la natación en la rama masculina.
- Medalla de Bronce: 50 m pecho

#### Juegos Centroamericanos y del Caribe Mayagüez 2010
Durante esta edición de los Juegos Centroamericanos y del Caribe celebrados en Mayagüez, Puerto Rico, Crespo logra 3 medallas: 2 medallas de oro y 1 medalla de plata. Registra tiempo récord durante estos Juegos Centroamericanos y del Caribe en los 50 m pecho y 100 m pecho. También, Crespo fue reconocido en ser el primer deportista con el mayor número de medallas de la selección de Panamá en los Juegos Centroamericanos y del Caribe Mayagüez 2010.
Su desempeño en la vigésima primera edición de los Juegos Centroamericanos y del Caribe, se identificó por ser el septuagésimo segundo deportista con el mayor número de medallas entre todos los participantes del evento, con un total de 3 medallas:
- Medalla de Oro: 50 m pecho (récord Juegos Centroamericanos y del Caribe)
- Medalla de Oro: 100 m pecho (récord Juegos Centroamericanos y del Caribe)
- Medalla de Plata: 200 m pecho

#### Juegos Centroamericanos y del Caribe Veracruz 2014
Durante la edición de los Juegos Centroamericanos y del Caribe celebrados en Veracruz, México, Crespo consiguió 2 medallas: 1 medalla de plata en los 50 m pecho y 1 medalla de bronce en los 100 m pecho. Durante el primer día de competición, Crespo ganó la medalla de bronce en los 100 m pecho. Después de su primera medalla en Veracruz 2014, Crespo nadó los 50 m pecho. Logró romper su propio récord de los Juegos Centroamericanos y del Caribe Veracruz 2014. Rompió su propio récord en la ronda preliminar. Durante las finales de los 50 m pecho, cometió un erro durante el evento que lo puso fuera del primer lugar, ganando así la medalla de plata. Su récord de la ronda preliminar quedó en vigencia después de las finales.
- Medalla de Plata: 50 m pecho (récord Juegos Centroamericanos y del Caribe ronda preliminar)
- Medalla de Bronce: 100 m pecho

#### Juegos Centroamericanos y del Caribe Barranquilla 2018
En sus cuartos Juegos Centroamericanos y del Caribe consecutivos celebrados en Barranquilla, Colombia, Crespo consiguió una medalla de oro en los 50 m pecho implantando un nuevo récord para el evento. Durante el segundo día de competición, Crespo quedó sexton en los 100 m pecho. Después de su participación en los 100 m, Crespo nadó los 50 m pecho. Logró romper su propio récord en la ronda preliminar, sin embargo, otros nadadores lograron también lograron romper el récord impuesto momentos antes. Durante las finales de los 50 m pecho, implantó un nuevo récord, ganando la primera medalla de oro en los Juegos Centroamericanos y del Caribe 2018 para Panamá.
- Medalla de Oro: 50 m pecho (récord Juegos Centroamericanos y del Caribe)

### Juegos Suramericanos
Edgar Crespo ha participado en 3 ediciones de los Juegos Suramericanos (ODESUR). Ha ganado 2 medallas: 1 medalla de plata en los Juegos Suramericanos Buenos Aires 2006 y 1 medalla de bronce en los Juegos Suramericanos Santiago 2014.

#### Juegos Suramericanos Buenos Aires 2006
A sus 16 años, participa en sus primeros Juegos Suramericanos (ODESUR) celebrados en Buenos Aires, Argentina ganando una medalla de plata en los 50 m pecho, siendo el segundo pechista más rápido de Suramérica.
- Medalla de Plata: 50 m pecho

#### Juegos Suramericanos Santiago 2014
Después de 8 años de su última participación en unos Juegos Suramericanos (no pudo participar en el 2010 por motivos de estudio en Estados Unidos), Edgar Crespo vuelve al pódium en Santiago de Chile, Chile pero en esta ocasión en los 100 m pecho, ganando la medalla de bronce, siendo el tercer pechista más rápido de Suramérica.
- Medalla de Bronce: 100 m pecho

#### Juegos Suramericanos Cochabamba 2018
En sus terceros Juegos Suramericanos Cochabamba 2018, Crespo nadó los 100 m y 200 m pecho. En los 100 m pecho, en las finales quedó en cuarto lugar. En los 200 m pecho, en las finales quedó en quinto lugar.

### Juegos Panamericanos
Crespo ha representado a Panamá en 4 ocasiones consecutivas en los Juegos Panamericanos:

#### Juegos Panamericanos Río de Janeiro 2007
Edgar Crespo compite en sus primeros Juegos Panamericanos celebrados en Río de Janeiro, Brasil a la edad de 18 años. Logra posicionarse 13.º en los 100 m pecho, y 12.º en los 200 m pecho.

#### Juegos Panamericanos Guadalajara 2011
Crespo vuelve a competir en unos Juegos Panamericanos, esta vez celebrados en Guadalajara, México. Nuevamente compite en los 100 m pecho y 200 m pecho. En los 100 m pecho, Edgar Crespo entra a las finales y logra el 5.º lugar en el continente americano. En los 200 m pecho, logra el 9.º lugar.

#### Juegos Panamericanos Toronto 2015
Edgar Crespo compite en sus terceros Juegos Panamericanos celebrados en Toronto, Canadá. En esta ocasión, el Comité Olímpico de Panamá (COP) lo elige como abanderado de la delegación de Panamá. Durante estos Juegos Panamericanos, Crespo nada más compite en los 100 m pecho. Logra entrar a finales de los 100 metros pecho en el evento del continente americano. Llega de 8.º en las finales de esta edición. Después de su prueba, muchos periódicos en Panamá dieron reportes negativos de su representación durante estos Juegos. El cantautor panameño, Rubén Blades, elogió la representación de Edgar Crespo en su página oficial de Facebook y criticó las respuestas negativas de los diferentes periódicos de Panamá. Horas después, Crespo le responde a Rubén Blades, en su cuentas sociales.

#### Juegos Panamericanos Lima 2019
Crespo vuelve a competir en unos Juegos Panamericanos, esta vez celebrados en Lima, Perú. Nuevamente compite en los 100 m pecho y 200 m pecho, como también compitió en los relevos 4 × 100 metros mixto combinado, 4 × 100 metros libre y 4 × 100 metros combinado. En los 100 m pecho, Edgar Crespo entró a las finales B (no reciben medalla) y logra el 11.º lugar en el continente americano - quedando tercero en las final B. En los 200 m pecho, logra el 13.er lugar en la final B.

## Juegos Olímpicos
Edgar Crespo ha competido en los Juegos Olímpicos de Verano en 3 ocasiones consecutivas por Panamá:

### Juegos Olímpicos de Pekín 2008
Edgar Crespo participa en su primeros Juegos Olímpicos de Verano celebrados en Pekín, China. Clasificó a sus 19 años por medio de una tarjeta de invitación universal o wild card. Después de problemas y polémicas con su clasificación, Crespo asiste a Pekín 2008 y compite en los 100 m pecho. Participó en la 3.ª serie de los 100 m pecho, logrando ganarla (segundo panameño en lograr esta hazaña), aunque esto no bastó para clasificarse a la siguiente ronda (semifinales), quedando en la 53.ª posición.

### Juegos Olímpicos de Londres 2012
Nuevamente, a sus 23 años, Edgar Crespo participa por Panamá en sus segundos Juegos Olímpicos de Verano pero esta vez en Londres, Inglaterra. En esta ocasión, Edgar Crespo tiene problemas en su clasificación a los Juegos Olímpicos. Durante el Campeonato Mundial de Natación de 2011 en Shanghái, China, Crespo logra la marca B en los 100 m pecho (braza). Igualmente, durante la competición Indy Grand Prix en Indianápolis, Estados Unidos, Crespo logra la marca B en los 200 m pecho (braza). Estas marcas B o tiempos B no lo clasificaban directamente a los Juegos Olímpicos sino las marcas A o tiempos A.
Al acercarse las fechas para comenzar los Juegos Olímpicos de Londres 2012, la Federación Internacional de Natación (FINA) no enviába las invitaciones para Panamá ya que la Federación Panameña de Natación (FPN) decidió no utilizar la tarjeta de invitación universal o wild card que le permitía al país dos atletas: masculino y femenino, independientemente de sus registros. Prefirieron irse por las marcas B. Esta situación se convirtió en polémica deportiva en Panamá ya que otros países tenían atletas con marcas B o tiempos B y aun así esos países aseguraron sus nadadores con la tarjeta de invitación universal o wild card.
Después de varias semanas de espera y a 2 semanas de comenzar la natación en Londres 2012, el Comité Olímpico de Panamá (COP) recibe la tarjeta de invitación universal o wild card para que Crespo pueda competir en los 100 m pecho (braza). Edgar Crespo compite en Londres 2012 en la 4.ª serie de los 100 m pecho (braza) quedando en la 35.ª posición.

### Juegos Olímpicos de Río 2016
Por tercera vez consecutiva, a sus 27 años, Edgar Crespo representa a Panamá en unos Juegos Olímpicos de Verano, esta vez en Río de Janeiro, Brasil. Crespo logró la marca B de los 100 metros pecho (braza) en el Stockholm Swim Open, competencia que se realizó en Suecia en marzo de 2016. Esta marca lograda mantuvo a Crespo en el Ranking Mundial para así ser invitado por la Federación Internacional de Natación (F.I.N.A.) y clasificarse a Río 2016. El 6 de agosto, Edgar Crespo compitió los 100 metros pecho (braza) en la 2.ª serie, quedando en la 41.ª posición.